# Tullia Giardina
Tullia Giardina (Vittoria, 24 dicembre 1962 – Treviso, 15 ottobre 2022) è stata una docente italiana, esperta di media education, studiosa di cinema e di storia.

## Biografia
Secondogenita di Salvatore, direttore didattico, e Maria Carmela Morana, insegnante, trascorre l’infanzia e l’adolescenza a Santa Croce Camerina, in provincia di Ragusa. Frequenta il Liceo Classico Rosario Cancellieri di Vittoria e si laurea poi in Lettere all'Università di Catania. Inizia ad insegnare nel 1992, prima in Lombardia, poi a Pozzallo, a Ragusa ed infine per un lungo periodo a Comiso. Vince un concorso per docenti all’estero e nel 2021 va ad insegnare ad Alessandria d’Egitto, presso la scuola Don Bosco, dove studiò Giuseppe Ungaretti. Contemporaneamente si occupa ampiamente di ricerca storica e di cinema con la produzione di saggi ed interventi in convegni.
Dal matrimonio, nel 1993, con l’avvocato Francesco Venezia, nascono Benedetta e Beatrice.
Muore dopo una fulminante malattia a soli 59 anni.

## Attività professionale
L'insegnamento è il suo ambito professionale prevalente, in cui si esprime dando il meglio di sé. Dal 2013 al 2015, in contemporanea con l’attività scolastica,  approfondisce le sue competenze didattiche con un Master Biennale di II Livello, per Formatore in didattica della comunicazione digitale, multimediale, informatica, presso l’Università di Palermo e con un corso presso l'Università per stranieri di Siena di specializzazione in Didattica dell'insegnamento della lingua italiana, L2; userà queste sue nuove competenze nella pratica didattica quotidiana, in sperimentazioni, in corsi di sceneggiatura per studenti ed in progetti di istituto e in rete con altre scuole. Cura la relazione educativa in maniera empatica con un’attenzione particolare ai dislessici, agli stranieri e agli svantaggiati.
Ad Alessandria d’Egitto guida una classe nella elaborazione del racconto Il mio nome è Giuseppe, in omaggio a Giuseppe Ungaretti,  che vince nel 2022 il primo premio del concorso nazionale di scrittura a squadre per le Scuole secondarie di secondo grado. Durante la cerimonia di premiazione il racconto viene elogiato dal linguista Luca Serianni.

## Interessi di ricerca

### Attività di pubblicista
Ampia è la sua collaborazione con diverse riviste: Insieme e saltuariamente con il mensile Prima Pagina. Scrive per La provincia di Ragusa e per il quotidiano La Sicilia di Catania, firmando anche per la terza pagina recensioni e resoconti di suoi viaggi all’estero. Dopo gli articoli dei primi anni dedicati ai beni culturali iblei (ville rurali, palazzi di città, municipi, piazze) passa poi alla cronaca culturale, al cinema e alla storia, pubblicandone nel tempo circa trecento.

### Cinema e letteratura
Appassionata di cinema, nel 1996 segue il set di Marianna Ucrìa a Villa Fegotto a Chiaramonte Gulfi, proponendo al regista Roberto Faenza e alla produttrice Elda Ferri di realizzare un film tratto da I vicerè di Federico De Roberto. Incaricata dai due e dalla società Jean Vigo Italia, estrapola dal romanzo il soggetto e scrive il trattamento e successivamente collabora ampiamente alla stesura della sceneggiatura del film. Per circa quattro decenni contribuisce attivamente alla vita del Cineclub d'essai di Vittoria. Nel 2013 fa parte del team di fondazione del Vittoria Peace Film Fest e fino al 2021 del comitato di direzione. Nello specifico progetta e presenta alcune sezioni tematiche, svolge in più edizioni il compito di giurata e coordina la partecipazione delle scuole.
Firma a quattro mani, nel 2015, con Elena Russo la sceneggiatura di Donne ribelli alias Una donna di frontiera. Il film, finanziato in parte dalla Regione Siciliana, non è stato realizzato a causa della pandemia da Covid nel 2020.
Nel 2016 concorre con due suoi progetti di ricerca sulla cultura italiana a concorsi internazionali organizzati in Australia: il primo, dal titolo Ragusa: Porta della Fortrness Europa, è selezionato nell’ambito del (CfP) Symposium Postcolonial Italy: Between Assimilation and Integration, dalla Flinders University, Adelaide, South Australia, in sinergia con l'Istituto Italiano di Cultura di Melbourne, il Consolato d’Italia (Adelaide), e Dante Alighieri Society of S.A (23 novembre 2016); il secondo su La Nazione Digit-Itale è accolto per i lavori della Conferenza (CfP) Eye on Italy: Continuities and Transformations in Italian Visual Culture, organizzata da Sally Hill con la Victoria University of Wellington della Nuova Zelanda, sempre presso la Flinders University, Adelaide, 24- 25 novembre 2016.

### Ricerca storica
In aspettativa dall'insegnamento dal 2009 al 2011 ha un dottorato di ricerca in Storia contemporanea presso il Corso di laurea in Scienze politiche dell’Università di Catania dedicandosi al rapporto tra cinema e storia e relazionando in diversi congressi e scrivendo diversi articoli. La sua tesi, edita con il titolo Schermi multipli e plurime visioni: La grande madre. L’Italia ha diverse presentazioni in Italia e negli USA a Boston, con riscontri positivi da parte della critica.
Successivamente le sue ricerche andranno dalla rappresentazione cinematografica e televisiva della storia del Risorgimento a quella della Prima guerra mondiale, apportando un contributo agli studi sul ruolo delle immagini nella costruzione dell’idea di nazione e alla conoscenza di film dei primi del Novecento poco noti.
Per il centenario della Grande Guerra tiene un ciclo di conferenze  e avvia ricerche di storia locale. Nel gennaio 2016 interviene a Catania in un seminario, con mostra a latere, su: 1938-1945. La persecuzione degli Ebrei In Italia. Documenti per una Storia. Collabora anche alla realizzazione della relativa mostra.
Nell’Aprile del 2016 si reca al congresso internazionale Chiasmi di Harvard, come relatrice per la sezione Images, Words and Nations.

## Emigrazione e Immigrazione
Partecipa attivamente al Festival Going and Coming- Andate e Ritorni – Cinema e Migranti (organizzato dalla Regione Sicilia) che si svolge nel maggio del 2005 a Ragusa e a Palermo e nel mese di novembre negli USA. Qui è tra i relatori presso il Westchester Community College di New York City e presso la Stony Brook University dello Stato di New York; interviene anche durante gli incontri con alcune comunità di siculo-americani nel New Jersey, a Boston e nel Massachusetts e dopo la proiezione del film Oltremare di Nello Correale, alla presenza del regista, parla su: Comparisons between the film and the short story “The long trip” by Leonardo Sciascia. Between Cinema and Literature.
L’interesse per l’emigrazione dei ragusani si concretizza anche in altre attività: è componente del Comitato per l’istituzione di un Museo dell'Emigrazione Ibleo; contribuisce, con documenti alla realizzazione della mostra fotografica sull'Emigrazione Iblea transoceanica, che si tiene nel 2005 nei locali del Museo Polivalente di Vittoria.
Parte delle sue ricerche confluiscono nel saggio, L'emigrazione comisana e le Società di mutuo soccorso, pubblicato nel 2008.
A Comiso segue un gruppo di immigrate impegnate in percorsi di apprendimento della lingua italiana adottando metodologie di insegnamento apprese presso l’Università degli stranieri di Siena e, nel contempo, sperimentando alcune innovazioni didattiche.

## Incarichi
- Nel 2008 fa parte del Comitato scientifico di NEOS, Rivista di storia dell'emigrazione siciliana[25].
- Dal 2013 al 2021 è componente del Comitato di direzione del Vittoria Peace Film Fest.
- Dal 2021 al 2022 è componente del Comitato scientifico della rivista Studi Storici Siciliani, trimestrale di Storia della Sicilia moderna e contemporanea[26].
- Dal 2016 al 2022 è componente del Consiglio di Amministrazione della Fondazione G. Bufalino di Comiso[27].
- È stata componente della Società di Storia Patria di Santa Croce Camerina.

## Riconoscimenti e onorificenze
- Il 21 gennaio 2018 le viene conferito il Premio Donna dell’anno dal Club Service Inner Wheel con la seguente motivazione: per gli interessi culturali e perché brillante saggista, sceneggiatrice e soprattutto insegnante innovativa e versatile[28].
- Nel dicembre del 2022 alcuni esponenti di rilievo del mondo giornalistico, cinematografico, storico, letterario, scolastico, politico del territorio ne ricostruiscono il profilo umano e culturale nell’ambito del X Vittoria Peace Film Fest>[29]. Durante il festival viene proiettato il video di Gianluca Salvo "In ricordo di Tullia Giardina". Al termine della manifestazione viene assegnato il Premio di cinema e storia - Sceneggiatura per la Pace Tullia Giardina, istituito anche per le future edizioni[30].
- Il comune di Santa Croce Camerina l’ha insignita di una onorificenza alla memoria. La cerimonia è stata dedicata alle Eccellenze santacrocesi, Punta Secca, 27 Agosto 2023[31][32].
- L’Amministrazione comunale di Comiso e la direzione artistica del Donnafugata Film Fest le hanno dedicato un omaggio, con targa alla memoria, il 29 settembre 2023[33][34].
- A Comiso (RG), la dirigente e i suoi colleghi dell’Istituto G. Carducci le hanno intestato la sala docenti della sede dove ha insegnato per anni e il 31 maggio 2024 hanno organizzato in suo onore e in suo ricordo una manifestazione al Castello di Donnafugata dal titolo: Un viaggio nell'Ottocento.
- Giuseppe Speciale dell’Università di Catania le ha dedicato il saggio 1938-1943. Le leggi razziali in Sicilia[35].

## Pubblicazioni
Tre le molti scritti si segnalano:
- Le molte vite di Marianna Ucria in Marianna Ucria. Un film di Roberto Faenza dal romanzo di Dacia Maraini, Cineclub d’essai, Vittoria, 1997, pp. 24-25.
- Maria Candida, una vita da santa, in La Sicilia, 1º febbraio 2004,  pp. 2;29.
- Punta Secca antico borgo di pescatori, in La Sicilia, 15 luglio 2004,  pp. 1;40.
- La lettera. Nata il 24 (dicembre). Io da piccola mi sentivo trascurata, in La Sicilia, 24 dicembre 2007,  p. 50.
- Giardina T., collaborazione alla sceneggiatura del film I Vicerè, un film di Roberto Faenza, (a cura di) A.Montesi, L.Pallanch, Gremese, Roma 2007.
- L’emigrazione comisana e le Società di mutuo soccorso, in NEOS.Rivista di storia dell’emigrazione siciliana, n. 1, 2008,  pp. 205-220.
- Didattica della storia fra memoria, letteratura e cinema, in Cinema, storia, memoria, Roma, Centro Studi Cinematografici, 2010.
- La ricchezza del patire. Biografia di Suor Maria Giovanna della Croce, in Un Giardino di Dio nella città, Firenze, Feeria-Comunità di San Leolin, 2011,  pp. 33-90.
- Schermi multipli e plurime visioni. La Grande Madre, Venezia, Marsilio, 2015, ISBN 9788831721899.
- 1938-1945. La persecuzione degli ebrei in Italia. Documenti per una storia, in Giornale di Storia Contemporanea, Pellegrini Editore n. 1/2016.
- Noi nati nel suo laboratorio, in La Sicilia, 13 gennaio 2016,  p. 17.
- Tullia Giardina (a cura di), Il mio nome è Giuseppe (PDF), in Tutta un’altra storia 5, Roma, Accademia dell'Arcadia, 2022,  pp. 101-114.
- 1938-1943. Le leggi razziali e la vicenda di sei donne ebree a Ragusa, in Gli anni trenta in Sicilia. Studi Storici siciliani, vol. III, n. 1-2, Messina, Marzo–Giugno 2023,  pp. 287-293.
- La Sicilia nei viaggi e nei ricordi di Hannah Arendt e Mary McCarty, in Studi storici siciliani, n. 4, dicembre 2023,  pp. 109-113.

### Testi multimediali
- Documentario con intervista video a T. Giardina e V. Assenza in A. Burrafato, La difesa della razza. Le leggi razziali nel territorio ibleo, Istituto G. Mazzini Vittoria, 2008.
- Tullia Giardina, La Prima Guerra Mondiale - Prima conferenza, su youtube.com, Società Santacrocese di Storia Patria, 15 maggio 2015. URL consultato il 27 giugno 2024.
- Tullia Giardina, La prima guerra mondiale - Seconda conferenza, su youtube.com, Società Santacrocese di Storia Patria, 24 maggio 2015. URL consultato il 28 giugno 2022..
- Che Storia!» V edizione, premiazione 30 maggio 2022. Accademia dell'Arcadia, su youtube.com. URL consultato il 28 giugno 2024.
- Tullia Giardina, Ritratti di celluloide, su pti.regione.sicilia.it. URL consultato il 28 giugno 2024 (archiviato dall'url originale il 1º giugno 2022).